# Боббі Монкур
Боббі Монкур (англ. Bobby Moncur, нар. 19 січня 1945, Перт) — шотландський футболіст, що грав на позиції захисника, зокрема за «Ньюкасл Юнайтед» та національну збірну Шотландії. По завершенні ігрової кар'єри — тренер.

## Клубна кар'єра
У дорослому футболі дебютував 1962 року виступами за команду «Ньюкасл Юнайтед», в якій провів дванадцять сезонів, взявши участь у 296 матчах чемпіонату.  Більшість часу, проведеного у складі «Ньюкасл Юнайтед», був основним гравцем команди. 1969 року виборов титул володаря Кубка ярмарків.
Протягом 1974—1976 років захищав кольори клубу «Сандерленд», а завершував ігрову кар'єру у команді «Карлайл Юнайтед», за яку виступав до 1977 року.

## Виступи за збірну
1968 року дебютував в офіційних матчах у складі національної збірної Шотландії.
Загалом протягом кар'єри в національній команді, яка тривала 5 років, провів у її формі 16 матчів.

## Кар'єра тренера
Розпочав тренерську кар'єру, ще продовжуючи грати на полі, 1976 року, ставши граючим тренером «Карлайл Юнайтед».
1980 року став головним тренером команди «Гартс», тренував команду з Единбурга один рік.
Згодом очолював команду «Плімут», а останнім місцем його тренерської роботи був клуб «Гартлпул Юнайтед», головним тренером команди якого Боббі Монкур був з 1988 по 1989 рік.

## Титули і досягнення
- Володар Кубка ярмарків (1):

«Ньюкасл Юнайтед»: 1969